# Като Майк
„Като Майк“ (на английски: Like Mike) е американска спортна комедия от 2002 г. на режисьора Джон Шулц, по сценарий на Майкъл Елиът и Джордан Мофет. Във филма участват Бау Уау, Морис Честнът, Джонатан Липники, Робърт Форстър, Криспин Глоувър и Юджийн Леви.